# Acalypha pubiflora
Acalypha pubiflora é uma espécie de flor do gênero Acalypha, pertencente à família Euphorbiaceae.